# Seven Invisible Men
Pour plus de détails, voir Fiche technique et Distribution.
Seven Invisible Men (Septyni nematomi žmonės) est un film lituanien réalisé par Šarūnas Bartas, sorti en 2005.

## Synopsis
Trois hommes et une femme volent une voiture. L'un des hommes quitte le groupe pour aller revendre la voiture et part seul voir sa femme et sa fille dans une ferme isolée. Les trois autres le rejoignent. Une fête a lieu avec des voisins.
Šarūnas Bartas signe un film où les plans fixes et le silence jouent un rôle moins grand qu'à son habitude. Mais les dialogues sont bien souvent très éloignés de ce qui se joue réellement entre les protagonistes.

## Fiche technique
- Titre lituanien : Septyni nematomi žmonės
- Format : couleur - 1,66:1 - 35 mm

## Distribution
- Dmitrij Podnozov : Vanechka
- Saakanush Vanyan : Mila
- Aleksandr Esaulov : Pasha
- Igor Cygankov : Karpusha
- Rita Klein : Masha
- Denis Kirillov : Bobik